# ФК „Фратрия“
ФК „Фратрия“ е български футболен отбор от Варна. Собствената тренировъчна база на клуба се намира в Бенковски. Официалните домакински мачове на отбора на клуба се играят на стадиона в Албена.
Думата fratria означава „Братство“, слоганът на екипа на frater pro fratrem е „брат за брата“. Цветовете на отбора са бордо, бяло и черно.

## История

### Създаване и първи стъпки: (2021-2024)
Отборът е създаден на 16 април 2021 г. Основателят на клуба Виктор Бакуревич е собственик на веригата магазини „Берьозка“ в България. В дебютния си сезон 2021/22 клубът печели „Б“ ОГ Варна, под ръководството на Ивайло Станчев. През лятото на 2022 отбора е изведен от Александър Бабич, който печели „А“ ОГ Варна и промоцията за Трета лига.
За сезон 2023/24 отборът приема домакинските си мачове на стадион „Албена 1“ в Албена, тъй като стадионът в Старо Оряхово не покрива изискванията за Трета лига. В първото си участие за купата Фратрия се изправя срещу местния отбор Спартак Варна, но губи мача с резултат 1:3, игран на 8 септември 2023 г.
На 5 октомври 2023 г. отборът обявява Емануил Луканов за новия спортен директор на отбора. През януари 2024 г. Фратрия обявавя, че ще има приятелски мач срещу Фарул II, като част от техния зимен лагер, поставяйки началото на партньорство с ФК Фарул Констанца. На 5 февруари Бабич е привлечен от Пирин Благоевград в Първа лига и Луканов е повишен в мениджър на отбора. На 29 февруари 2024 г. отборът отново смени стадиона, премествайки се на стадион Каварна, което ще му позволи да играе във Втора лига.
Фратрия печели финала за Купата на АФЛ за сезон 2023/24, след като побеждава Академик (Свищов) във финал, игран на 22 май 2024 г. на стадион „Ивайло“. На 1 юни изиграва и печели последния си мач за сезона в Трета лига, завършвайки на второ място, с равен брой точки с първия и се класира за Втора лига, тъй като лигата печели третият отбор на Лудогорец, който няма право да влиза във втората дивизия. Също така, отборът се завръща на стадион „Албена 1“, поради административни пречки със стадион Каварна.

### Пробив в професионалната лига: (2024-настояще)
За Купата на България печелят предварителния кръг срещу Ботев (Нови Пазар), за да се изправят срещу Берое (Стара Загора) в осминафиналите. Мачът, игран на 14 ноември 2024 г., завършва 3-3 в редовното време, като Берое по-късно спечели с дузпи.  Няколко часа след резултата, въпреки положителната игра на отбора и това, че бе близо до елиминирането на отбора от Първа лига, Луканов е уволнен. По-късно същия ден спортният директор Васил Петров е повишен в мениджър на отбора. Цветан Иванов пък поема поста на технически директор, пристигащ от Спартак Варна, където е заемал същата позиция. През януари 2025 г. отборът инвестира в ремонт на стадион „Димитър Вътев“ в Белослав, като подписва договор да играе домакинските си мачове на стадиона след лятото.

## Успехи
А ОФГ Варна
- 1 място – 2022/23

Б ОФГ Варна
- 1 място – 2021/22

Аматьорската футболна лига
- Носител – 2024 г.

## Състав 2025/2026
Към 16 Юли 2025 г.

## Сезони

### Лига
| Сезон   | Лига                     | Лига | Лига | Лига | Лига | Лига | Лига | Лига | Лига | Лига | Лига | Голмайстор               | Голмайстор |
| Сезон   | Дивизия                  | Ниво | М    | П    | Р    | З    | ВГ   | ДГ   | ГР   | Т    | Поз  | Голмайстор               | Голмайстор |
| ------- | ------------------------ | ---- | ---- | ---- | ---- | ---- | ---- | ---- | ---- | ---- | ---- | ------------------------ | ---------- |
| 2021/22 | Б ОФГ Варна              | 5    | 10   | 9    | 0    | 1    | 29   | 8    | +21  | 27   | 1ви  |                          |            |
| 2022/23 | А ОФГ Варна              | 4    | 18   | 15   | 2    | 1    | 55   | 10   | +45  | 47   | 1ви  | Васил Андони             | 19         |
| 2023/24 | Североизточна Трета лига | 3    | 26   | 19   | 4    | 3    | 71   | 20   | +51  | 61   | 2ри  | Васил Андони Денис Васин | 13         |
| 2024/25 | Втора лига               | 2    | 38   | 13   | 9    | 16   | 45   | 40   | -5   | 48   | 14ти | Георги Лазаров           | 9          |
| 2025/26 | Втора лига               | 2    |      |      |      |      |      |      |      |      |      |                          |            |

### Купа на България
| Сезон   | Турнир           | Етап               | Отбор                | Резултат  |
| ------- | ---------------- | ------------------ | -------------------- | --------- |
| 2023/24 | Купа на България | Предварителен кръг | Спартак (Варна)      | 1:3       |
| 2024/25 | Купа на България | Предварителен кръг | Ботев (Нови Пазар)   | 2:0       |
| 2024/25 | Купа на България | 1/16 финали        | Берое (Стара Загора) | 3:3 (2:4) |

### Купа на АФЛ
| Сезон   | Турнир      | Етап                                | Отбор               | Резултат  |
| ------- | ----------- | ----------------------------------- | ------------------- | --------- |
| 2022/23 | Купа на АФЛ | Североизточна България – Първи кръг | Черноморец (Балчик) | 1:7       |
| 2023/24 | Купа на АФЛ | Североизточна България – Първи кръг | Дунав (Батин)       | 0:0 (5:3) |
| 2023/24 | Купа на АФЛ | Североизточна България – Втори кръг | Рилци (Добрич)      | 4:0       |
| 2023/24 | Купа на АФЛ | Североизточна България – Финал      | Черноломец (Попово) | 2:2 (8:7) |
| 2023/24 | Купа на АФЛ | Полуфинал                           | Вихрен (Сандански)  | 2:0       |
| 2023/24 | Купа на АФЛ | Финал                               | Академик (Свищов)   | 2:0       |

## Зала на славата
Към 3 Юни 2025 г.
| №  | Име                | Период       | Мачове |
| -- | ------------------ | ------------ | ------ |
| 1  | Ибрям Ибрям        | 2023–до сега | 62     |
| 2  | Денис Кадир        | 2023–до сега | 61     |
| 3  | Васил Добрев       | 2023–2025    | 51     |
| 4  | Мартин Костадинов  | 2023–до сега | 50     |
| 5  | Васил Андони       | 2022–2024    | 44     |
| 6  | Андрий Лисак       | 2022–2025    | 40     |
| 7  | Стилиян Добрев     | 2024–до сега | 39     |
| 8  | Александър Ангелов | 2024–до сега | 36     |
| 9  | Илиян Капитанов    | 2024–до сега | 32     |
| 10 | Лъчезар Войков     | 2022–2025    | 30     |

| Rank | Name               | Career       | Goals |
| ---- | ------------------ | ------------ | ----- |
| 1    | Васил Андони       | 2022–2024    | 32    |
| 2    | Данило Полонский   | 2022–2024    | 15    |
| 3    | Денис Кадир        | 2023–до сега | 14    |
| 4    | Денис Васин        | 2023–2024    | 13    |
| 5    | Андрий Лисак       | 2022–2025    | 12    |
| 6    | Георги Лазаров     | 2024–2025    | 9     |
| 7    | Денислав Ангелов   | 2024–2025    | 8     |
| 8    | Ксавело Дройвентак | 2024–до сега | 7     |
| 9    | Мартин Костадинов  | 2023–до сега | 5     |
| –    | Лукас Маседо       | 2024         | 5     |

- Играчите в удебелен текст са все още в състава на Фратрия.